# Bill Dowdy
Bill Dowdy (Osceola, Arkansas, 15 augustus 1933 - Battle Creek, 12 mei 2017) was een Amerikaanse drummer en muziekleraar. Hij drumde in het jazztrio The Three Sounds waarmee hij meer dan tien albums opnam en speelde met bijvoorbeeld Lester Young, Lou Donaldson, Nat Adderley, Johnny Griffin, Anita O'Day en Sonny Stitt.

## Biografie
Dowdy verhuisde naar Benton Harbor, Michigan toen hij zes maanden oud was. Als kind trommelde hij al op allerlei dingen, toen hij op highschool was, leerde hij piano en drums spelen. In 1949 leidde hij de groep Club 49 Trio, waarmee hij gespeeld heeft voor de radio in Chicago.
Na zijn dienstplicht nam hij privéles en werd hij langzaamaan een professionele drummer die in veel bluesgroepen speelde. In 1956 begon hij met Gene Harris (piano), Andrew Simpkins (contrabas) en Lonnie 'The Sound' Walker (saxofoon) de groep Four Sounds, een jaar later teruggebracht tot een trio met Harris en Simpkins: The Three Sounds. Met dit trio maakte hij van 1959 tot 1966 regelmatig een album die bijna allemaal uitkwamen op Blue Note. De groep was actief tot 1973. Op een gegeven moment koos Dowdy voor een leven met zijn gezin, later begon hij een muziekzaak.
- Bibliothèque nationale de France: cb139255631 (data)
- Gemeinsame Normdatei: 1126768944
- International Standard Name Identifier: 0000 0000 3153 5949
- Library of Congress Control Number: n95115884
- MusicBrainz: 5771ed60-26a0-4ccb-90a2-0c6d0edbace3
- Nederlandse Thesaurus van Auteursnamen: 073622494
- Virtual International Authority File: 54334738
- WorldCat: E39PBJkMMWMGjWvhfFFkXVfH4q